# Coredo
Coredo é uma comuna italiana da região do Trentino-Alto Ádige, província de Trento, com cerca de 1.481 habitantes. Estende-se por uma área de 32 km², tendo uma densidade populacional de 46 hab/km². Faz fronteira com Romeno, Don, Sanzeno, Termeno sulla Strada del Vino (BZ), Smarano, Sfruz, Taio, Cortaccia sulla Strada del Vino (BZ), Tres.